# Schweiburg (Jade)
Schweiburg ist ein Ortsteil  in der niedersächsischen Gemeinde Jade im Landkreis Wesermarsch.

## Lage
Die Siedlung liegt an der Bundesstraße 437 zwischen der Stadt Varel und dem Ortsteil Rodenkirchen der Gemeinde Stadland. Schweiburg grenzt an den Jadebusen, einen direkten Zugang zum Meer gibt es aufgrund vor dem Deich liegender Salzwiesen jedoch nicht. Rund um den Ort finden sich zahlreiche Weide- und Ackerflächen, die landwirtschaftlich genutzt werden. Diese Flächen sind von Gräben durchzogen und durch Knicks geschützt, was der flachen Landschaft ihr typisches Erscheinungsbild gibt.

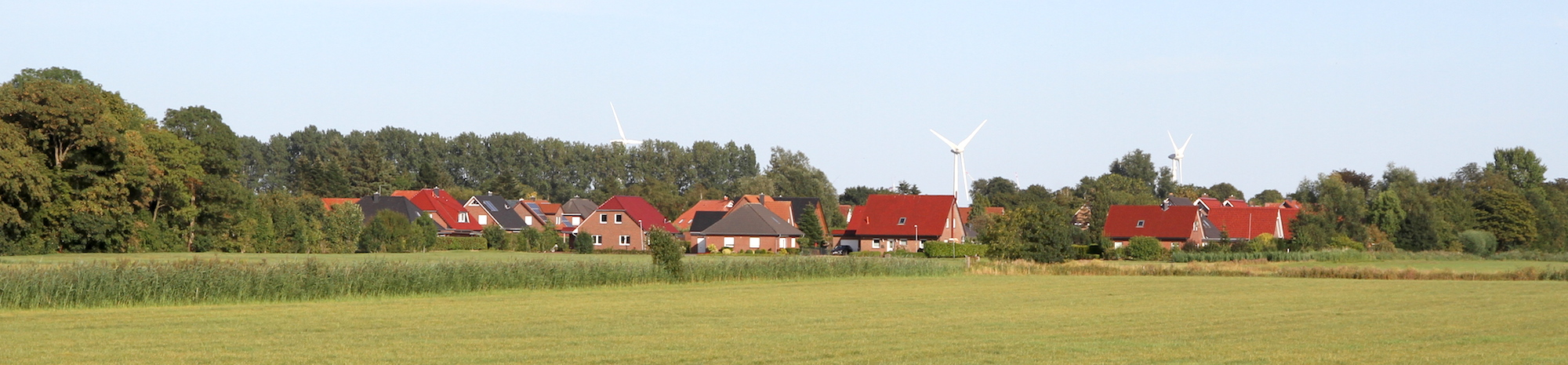
Blick aus Richtung Deich auf den "neuen" Teil von Schweiburg. Die sichtbaren Häuser entstanden ab Ende der 1990er Jahre.

## Name und Infrastruktur

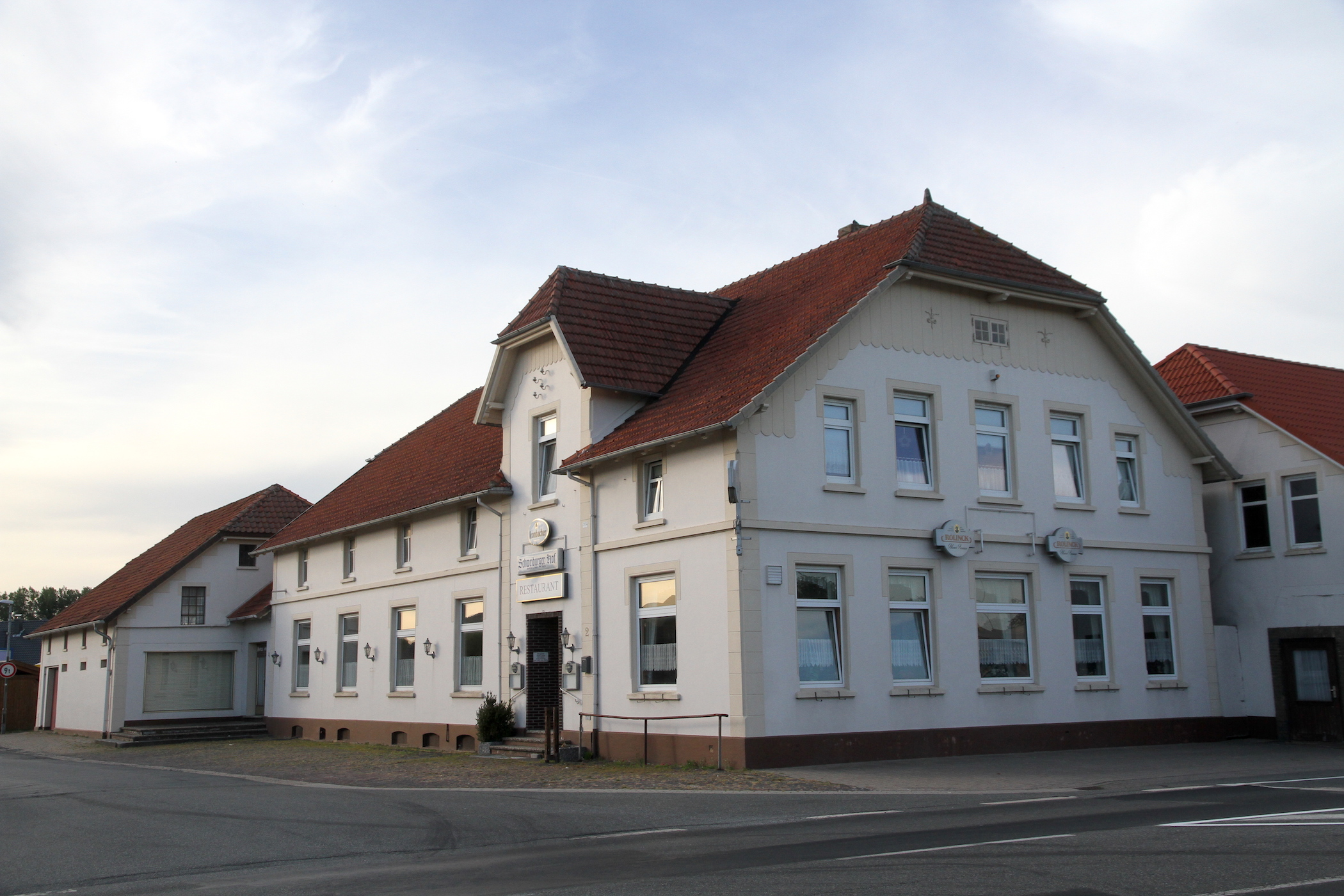
Der Schweiburger Hof war eine Gaststätte in Schweiburg (Jade). Das Gebäude – direkt an der B437 gelegen – existiert noch.

Mehrere umliegende Ortschaften tragen „Schwei“ ebenfalls als Bestandteil ihres Namens. Während Norderschweiburg ebenso wie Schweiburg zur Gemeinde Jade gehört, ist Schwei ein Teil der Nachbargemeinde Stadland. Es gibt zudem einen Fluss namens Schweiburg. Dabei handelt es sich um einen Nebenarm der Weser.
Schweiburg ist durch die Schaffung mehrerer Neubaugebiete seit den 1990er Jahren sukzessive angewachsen. Der Ort hat rund 1000 Einwohner. Bei der Bürgermeisterwahl 2015 waren in Schweiburg 1018 Personen wahlberechtigt.
Neben der Bundesstraße 437 ist die Kreisstraße 197 (Bäderstraße) von infrastruktureller Bedeutung. Sie führt entlang des Deiches nach Norden in Richtung Butjadingen. Einen Bahnhof gibt es in Schweiburg nicht mehr. 1958 wurde der Verkehr auf der 1913 in Betrieb genommenen Bahnstrecke Varel-Rodenkirchen eingestellt. Der Bahndamm ist nördlich der Kirchenstraße allerdings noch deutlich sichtbar.

## Geschichte
Schweiburg war ursprünglich eine eigene Gemeinde und gehörte zusammen mit der Nachbargemeinde Jade bis 1933 zum Amt Varel. Während der Großteil des Amtes im Landkreis Friesland aufging, kamen Schweiburg und Jade ab 1933 zum Landkreis Wesermarsch. Schweiburg wurde im Zuge dieser Verwaltungsreform Teil der Gemeinde Jade. Während des Zweiten Weltkrieges wurde am Seedeich bei Schweiburg die schwere Flakbatterie Schweiburg errichtet.
Nach dem Zweiten Weltkrieg wurde Schweiburg am 5. April 1948 wieder eine eigene Gemeinde.  Zu dieser Zeit hatte Schweiburg rund 1300 Einwohner.
Am 1. März 1974 wurden die beiden bisherigen Gemeinden Schweiburg und Jade zur Gemeinde Jade zusammengelegt.
In den 1980er Jahren hatte die dörflich geprägte Region mit der Demografie zu kämpfen: "Der Bevölkerungsschwund nimmt in vielen Regionen schlimme Formen an; die Geburtenzahlen sinken", heißt es in einer 1986 erschienenen Chronik anlässlich des 75-jährigen Bestehens der örtlichen Raiffeisenbank. "Von der seit Jahren spürbaren Entvölkerung sind in Schweiburg weniger das Dorf selbst, umso stärker aber das ländliche Umland betroffen, - Sehestedt, das übrige Norderschweiburg und Rönnelmoor. Auch Augusthausen und Achtermeer bleiben nicht unberührt."

### Ehemalige Bürgermeister
- 1968 bis 1974: Carl Richard Wessels[9]
- 1950 bis 1968: Hermann Kolling[10]
- 1948 bis 1950: Christian Künnemann[11]

Anmerkung: Zwischen 1948 und 1974 war Walter Hobbie einziger Gemeindedirektor der eigenständigen Gemeinde Schweiburg.

## Grundschule und Kita
Der erste Schulbau in Schweiburg wurde 1741 errichtet. Durch steigende Schülerzahlen bekamen auch die umliegenden Dörfer nach und nach Schulen. In den 1960er Jahren kehrte sich die Entwicklung um. Mit Verfügung vom 29. Januar 1965 wurden die einklassigen Volksschulen Sehestedt, Norderschweiburg, Rönnelmoor und Wapelergroden geschlossen. Die Deichschule Schweiburg wuchs hierdurch und hatte einige Jahre lang neun Klassenstufen. Durch die Fusion der Gemeinden Schweiburg und Jade kam es jedoch erneut zu Umstrukturierungen. Die Deichschule ist seither eine Grundschule mit den Klassenstufen 1 bis 4. Im Schuljahr 2016/17 besuchten 79 Schüler diese Bildungseinrichtung. Direkt neben der Schule befindet sich eine Kindertagesstätte in kommunaler Trägerschaft. Sie heißt Kita am Deich.

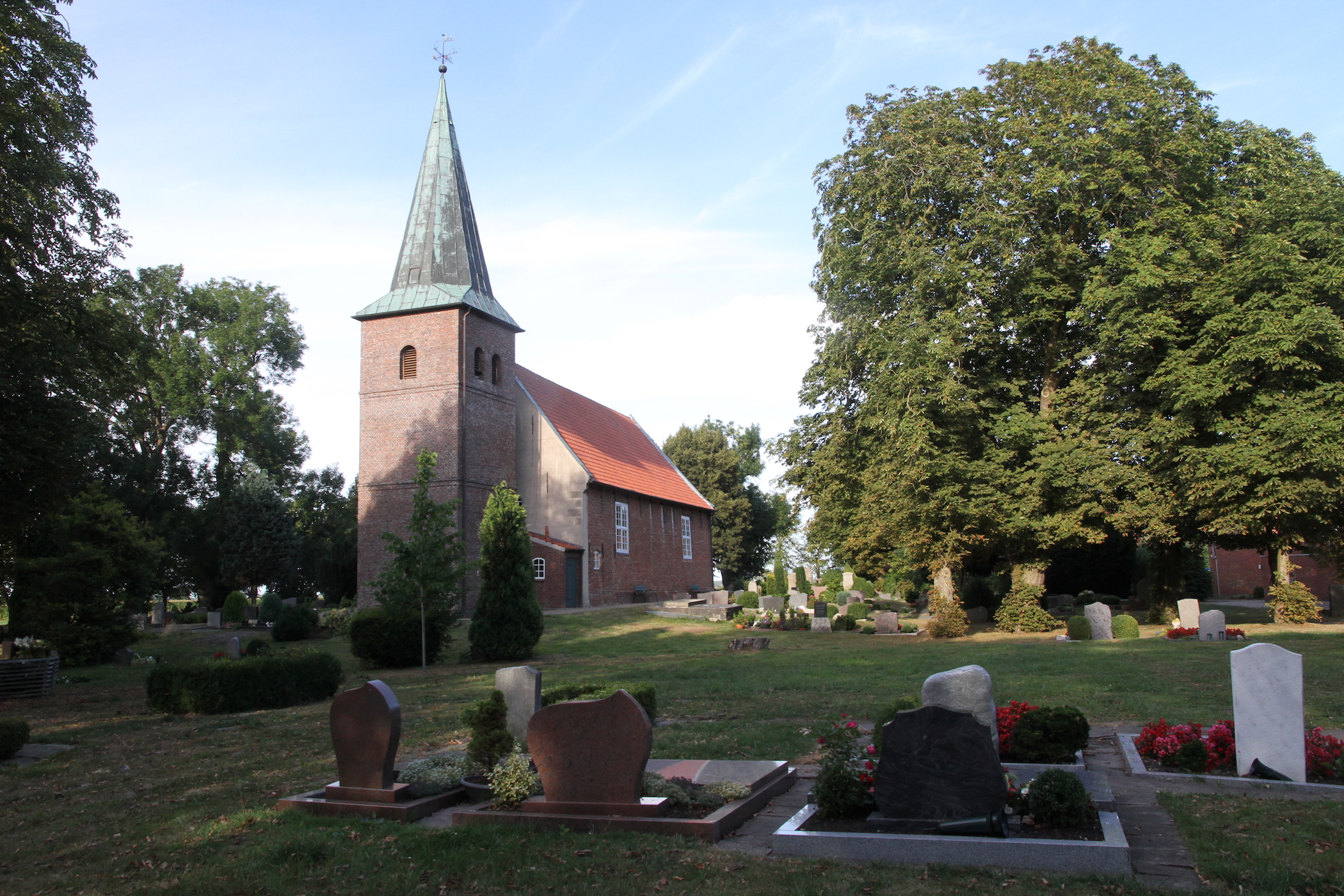
Evangelische Kirche "St. Vitus" und Friedhof von Schweiburg.

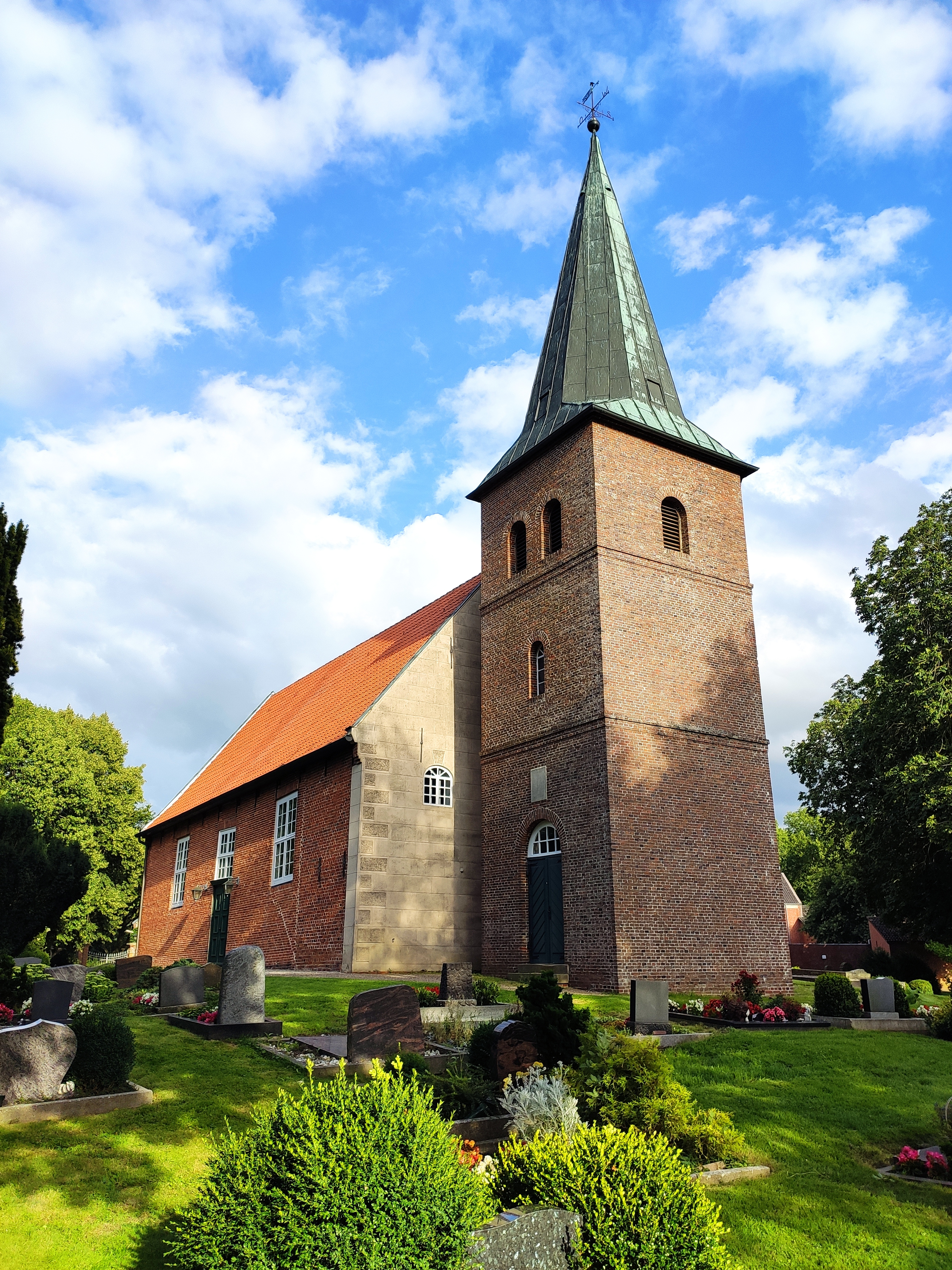
St. Vitus Kirchturm

## Evangelische Kirche (St. Vitus)
Das Kirchengebäude der evangelischen Kirche in Schweiburg besteht seit 1762. 2012 – anlässlich des 250-jährigen Bestehens – erhielt die Kirche ihren Namen St. Vitus. Bis dato war sie eines der wenigen Gotteshäuser der Region ohne Namen gewesen. Der Name wurde vom Gemeindekirchenrat mit Blick auf die ehemalige Kirche St. Vitus des im Meer versunkenen Dorfes Jadele ausgesucht. Auch in Schweiburg gab es vor dem Bau der Kirche bereits eine Kapelle, die im Meer versank.

## Freiwillige Feuerwehr

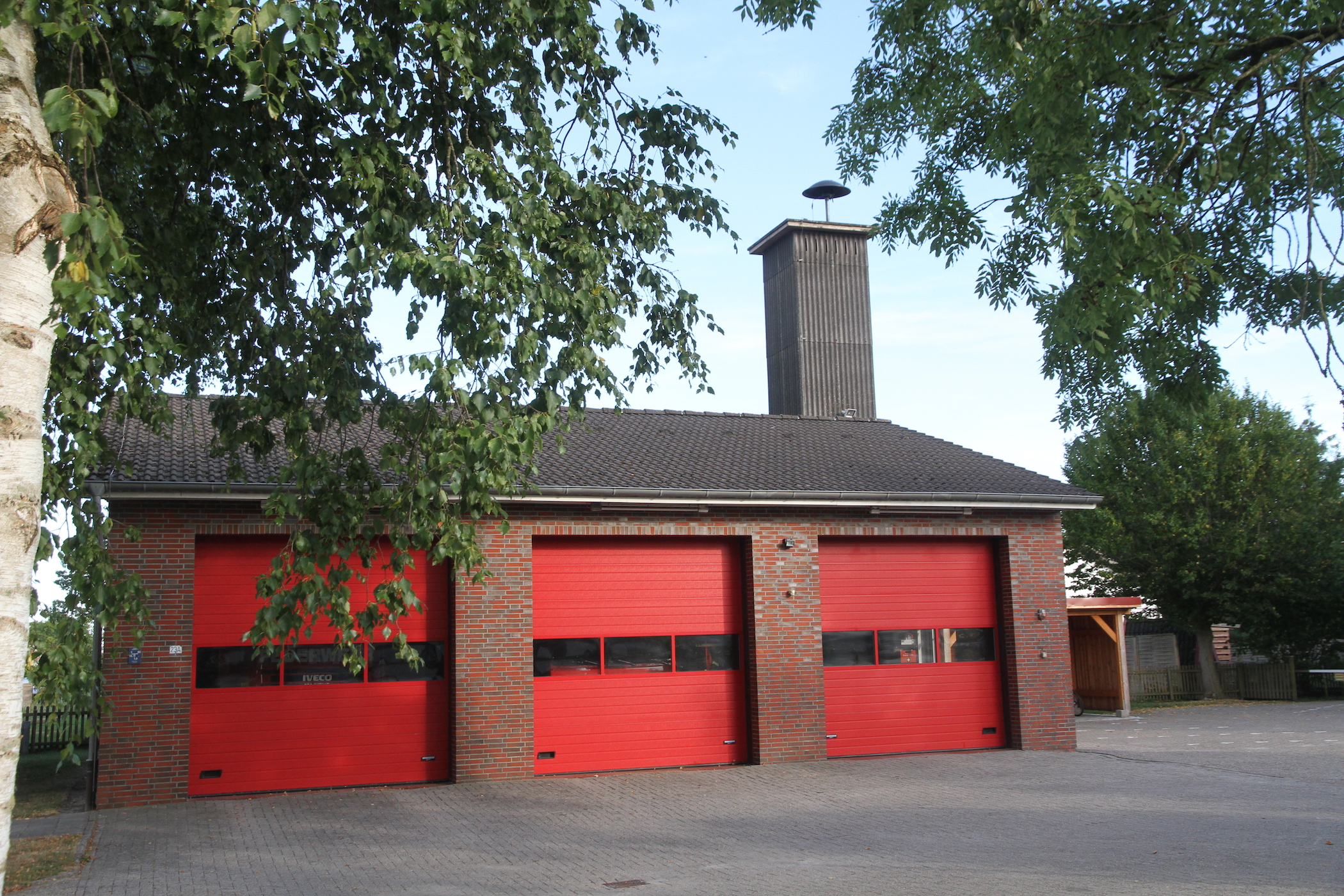
Gebäude der Freiwilligen Feuerwehr Schweiburg

Der Ort verfügt über eine Freiwillige Feuerwehr. Diese wurde im Jahr 1933 gegründet. Das Feuerwehrhaus befindet sich im Dorfzentrum an der Kirchenstraße. Bereits ab 1872 hatte es ein Spritzenhaus an der heutigen Bundesstraße und eine vierköpfige Pflichtfeuerwehr gegeben. 

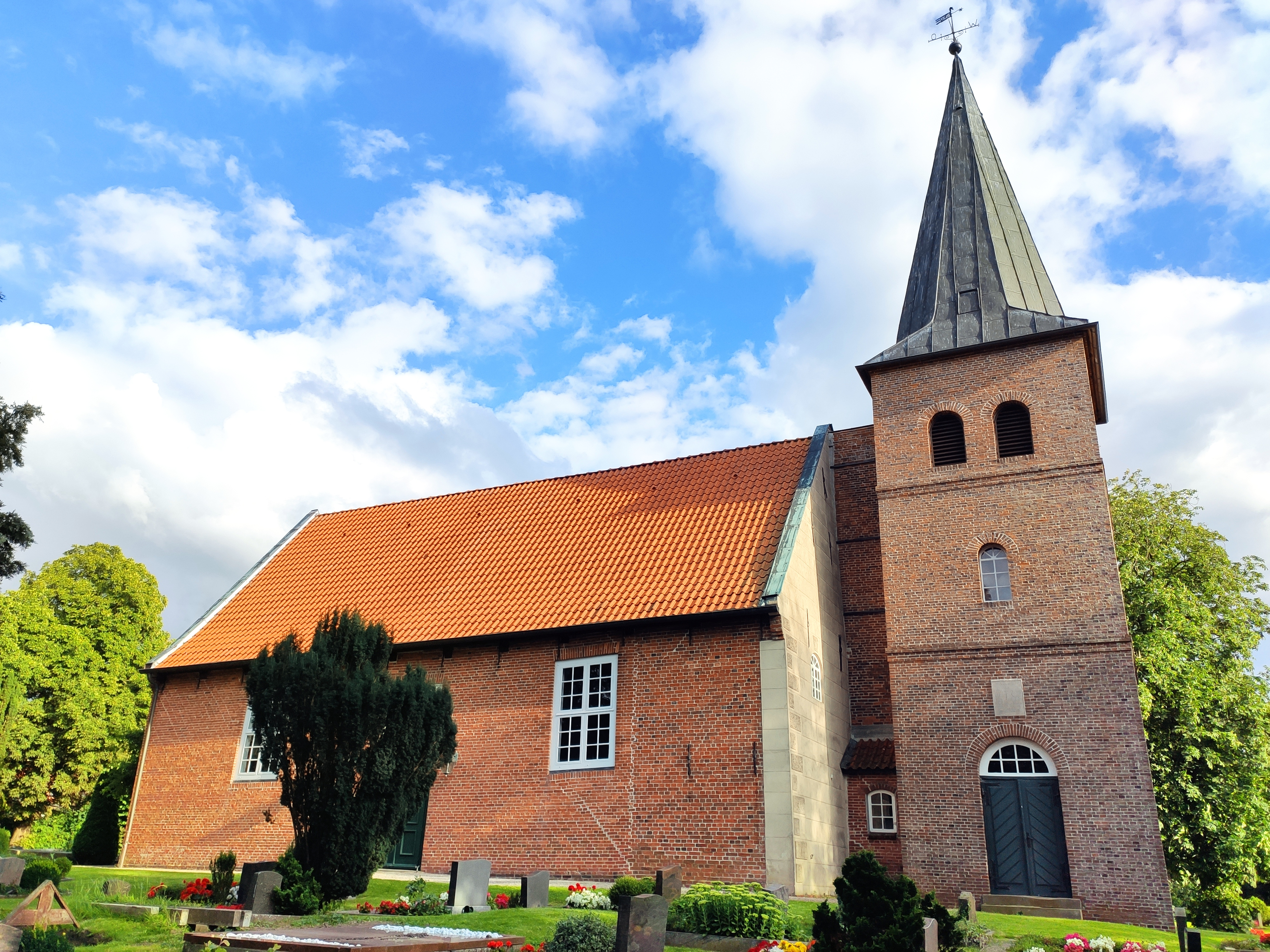
St. Vitus von Osten

## Söhne und Töchter
- Diedrich Hobbie (1897–1949), Landwirt und Politiker (NSDAP)